# 程武
| 姓名           | 程武                                  |
| 時代           | 三国時代                              |
| 生没年         | 〔不詳〕                              |
| 字・別号       | 〔不詳〕                              |
| 本貫・出身地等 | 兗州東郡東阿県                        |
| 職官           | 〔不詳〕（演義では参軍）              |
| 爵位・号等     | -                                     |
| 陣営・所属等   | 曹丕（演義では曹叡）                  |
| 家族・一族     | 父：程昱、弟：程延 子：程克、甥：程暁 |

程 武（てい ぶ、生没年不詳）は、中国三国時代の魏の武将。兗州東郡東阿県の人。父は程昱。弟は程延。子は程克。

## 事跡
『正史』での記述は、父の死後にこれを継いで曹丕に仕えた、とあるのみで、それ以上の記述は無い。
小説『三国志演義』では、夏侯楙の参軍として第92回に登場する。蜀漢の第一次北伐を受け、韓徳を蜀将趙雲に討たれるなど苦戦する夏侯楙に対し、伏兵で趙雲を包囲して生け捕る策を進言する。夏侯楙はこれを容れ、一時は趙雲を生け捕り寸前にまで追い詰める。しかし趙雲の援軍として関興・張苞が現れると、伏兵を率いていた部将の薛則・董禧らは討ち取られてしまい、夏侯楙・程武は大敗して南安へ逃れている。以後、登場しない。